# Leo Laukkanen
Leo Olavi Laukkanen, född 11 oktober 1913 i Helsingfors, död där 1 november 1978, var en finländsk skulptör.
Laukkanen studerade 1931–1933 vid Centralskolan för konstflit och åtnjöt även undervisning av Gunnar Finne och Lauri Leppänen. Han var 1948–1956 Wäinö Aaltonens assistent.
Laukkanen blev främst känd för sina abstrakta småskulpturer huvudsakligen i granit, men gjorde även en rad större arbeten, bland annat en fontänskulptur för Valkeakoski stad (1965). I början av sin bana och i slutet av 1970-talet utförde han även figurativa skulpturer, bland annat kvinnofigurer både i sten och brons. En minnesutställning av hans verk från 1960- och 70-talen som han testamenterade till Konstnärsgillet i Finland hölls 1980 i Helsingfors konsthall.